# Attacus paukstadtorum
Attacus paukstadtorum is een vlinder uit de onderfamilie Saturniinae van de familie nachtpauwogen (Saturniidae).
De wetenschappelijke naam van de soort is voor het eerst geldig gepubliceerd door Ronald Brechlin in 2010.